# Salamata Sawadogo
Salamata Sawadogo, née Tapsoba le 31 décembre 1958 à Ouagadougou est une magistrate, femme politique, diplomate et militante des droits de l'homme burkinabé. 

## Études
Salamata Tapsoba passe son baccalauréat D en 1979 à Ouagadougou, où elle est née. Elle intègre ensuite l'université de Ouagadougou, où elle obtient une maîtrise de droit en 1983. En 1985, elle est diplômée de l'École nationale de la magistrature en France[réf. nécessaire]. 

## Carrière

### Juriste
Elle occupe successivement les fonctions de juge d'instruction au sein de la Cour des banqueroutes, de présidente de la Cour du travail, de magistrate au sein de la cour d'appel puis de présidente du tribunal de grande instance de Ouagadougou.
Elle préside l'Association des femmes juristes du Burkina Faso de janvier 1999 à juillet 2003.

### Ministre
En 2007, elle est nommée ministre de la Promotion des droits humains dans le gouvernement Tertius Zongo et est reconduite dans ses fonctions lors du remaniement de janvier 2011.
En février 2012, elle est nommée ministre de la Justice et garde des Sceaux en remplacement de Jérôme Traoré dans le gouvernement Luc-Adolphe Tiao, fonctions qu'elle exerce jusqu'en janvier 2013.

### Diplomate
Après avoir été ambassadrice du Burkina Faso au Sénégal, et dans quatre autres pays de la région ouest-africaine (Guinée, Cap-Vert, Mauritanie et Gambie), elle est nommée ambassadrice en Afrique du Sud le 10 mars 2014 et en Namibie le 23 juillet 2014. Continuant à résider à Prétoria en avril 2016, elle est nommée en outre ambassadeur du Burkina Faso au Lesotho.

## Droits de l'Homme
Outre les fonctions ministérielles qu'elle a exercé dans ce domaine, Salamata Sawadogo est membre de l'Association africaine des droits de l'homme et des peuples, qu'elle a présidé de novembre 2003 à novembre 2007.

## Vie privée
Elle épouse en 1985 Joseph Sawadogo, avec qui elle a deux enfants.